# ГЕС Бунцен-Лейк 1-2
 ГЕС Бунцен-Лейк 1-2 — гідроелектростанція на південному заході Канади у провінції Британська Колумбія. Використовує ресурс із озера Coquitlam, яке дренується однойменною річкою, котра протікає через східну частину Ванкувера та впадає праворуч до Фрейзер за три десятки кілометрів від устя останньої на узбережжі протоки Джорджія.
Схему електростанції реалізували на самому початку 20 століття з метою забезпечення електроенергією Ванкувера. В основу проекту поклали використання значного перепаду висот між озером Coquitlam та розташованим західніше фіордом Індіан-Арм – північною затокою фіорду Буррард-Інлет (уздовж південного узбережжя якого і простягнувся Ванкувер). Для цього ресурс потрібно було перекинути в долину струмка Бунцен-Крік, з якої він би надходив через напірні водоводи до розташованого на березі Індіан-Арм машинного залу.
Озеро Coquitlam спершу зарегулювали за допомогою греблі висотою 4,5 метра, проте вже у 1908-му через цю споруду відбувались настільки великі протікання, що об’єм втраченого ресурсу зрівнявся зі спрямованим до дериваційної схеми. Як наслідок, у 1913-му її замінили повноцінною греблею висотою від основи 28,4 метра та довжиною біля 400 метрів. Вона утворила витягнуте по долині на 13 км водосховище з площею поверхні 12,5 км2 та об’ємом 222 млн м3 (корисний об’єм 175 млн м3), в якому припустиме коливання рівня у операційному режимі між позначками 140 та 155 метрів НРМ. У 2008-му в межах заходів з підвищення сейсмічної безпеки гідротехнічних споруд одразу після існуючої греблі звели дублюючу споруду висотою 30 метрів та довжиною 300 метрів. Виконана із земляного та кам’яно-накидного матеріалу, вона потребувала 300 тис м3 породи (і 4 тис м3 бетону). 
З Coquitlam на захід в 1902-1905 роках проклали дериваційний тунель довжиною 3,9 км, через який ресурс надходить до водосховища Бунцен-Лейк. Останнє має корисний об’єм у 5 млн м3, що забезпечується коливанням рівня поверхні у операційному режимі між позначками 120 та 123 метри НРМ. Забір води для живлення гідроагрегатів відбувається із північної частини сховища, котра носить назву McCombe Lake.
Машинний зал на березі Індіан-Арм ввели в експлуатацію ще до подачі ресурсу з Coquitlam, у 1903 році, з турбіною типу Пелтон потужністю 1,5 МВт. Запуск дериваційної схеми дозволив до 1912-го встановити тут ще шість гідроагрегатів – три з таким же показником та три потужністю по 5 МВт, при цьому кожну турбіну живили за допомогою окремого водоводу. Як наслідок, загальна потужність станції досягла 21 МВт, а вже у 1914-му стала до ладу станція Бунцен-Лейк 2 з трьома турбінами типу Пелтон по 8,9 МВт. Машинний зал останньої розташовувався на 0,7 км південнше від аналогічної споруди першої ГЕС, а зі сховищем Бунцен-Лейк її зв’язували три водоводи довжиною по 0,65 км.
У 1951 році застарілу Бунцен-Лейк 1 модернізували, змонтувавши тут лише одну турбіну іншого типу – Френсіс – з потужністю 55 МВт. Спершу вона отримувала ресурс через маніфольд, куди під’єднали сім існуючих водоводів, а у 1965-му цю конструкцію замінили на один новий сталевий водовід довжиною 0,58 км з діаметром 3,5 метра. 
В 1972-му на Бунцен-Лейк 2 вивели з експлуатацію одну з турбін, що зменшило її потужність до 17,8 МВт. Остання модернізація комплексу наразі припала на 2010 рік, коли внаслідок заміни ротора турбіни Бунцен-Лейк 1 її показник зріс до 62 МВт, при цьому чистий напір дещо збільшився – зі 116 до 118 метрів.
Комплекс здатен забезпечувати виробництво 200 млн кВт-год електроенергії на рік.
Управління машинними залами здійснюється дистанційно із диспетчерського пункту в Барнабі.